# Norman Taurog
Norman Taurog (23. veljače 1899. – 7. travnja 1981.), američki filmski redatelj rođen u  Chicagu, Illinois. Između 1920. i 1968. režirao je više od 140 filmova. Taurog je 1931. osvojio Oscara kao najbolji redatelj za film Skippy, a još drži rekord kao najmlađi redatelj koji je osvojio Oscara u toj kategoriji, s 32 godine. Kasnije je bio nominiran za režiju filma iz 1938., Grad dječaka.
Može se reći kako je Taurogova karijera podijeljena u pet poglavlja. Prvo je bio dječji zabavljač u kazalištu, a prvi kratki film je snimio s 13 godina. Osam godina prije sljedećeg redateljskog rada, radio je u kazalištu, najviše na malim predstavama i mjuziklima. Poslije toga je krenuo s redateljskom karijerom, pa se može reći kao da je ušao u drugo poglavlje. Do 1931. je snimio više od 42 filma, najviše onih kratkih; u to vrijeme je razvio vlastiti stil, većinom sa svojim jednostavnim komedijama, iako se mogao nositi i s kompleksnijim dramama.
1931. je bila godina prekretnica, kad je režirao film Skippy, za koji je osvojio Oscara. Taurogov nećak Jackie Cooper bio je nominiran za Oscara za svoju izvedbu; u svojoj autobiografiji iz 1981., Please Don't Shoot My Dog, Cooper je napisao kako je Taurog na snimanju zaprijetio da će ubiti njegova psa ako dječji glumac ne bude plakao u sceni koja je to zahtijevala. Skippy govori o junakovim pustolovinama s njegovim prijateljem Sookyjem koji pokušavaju dobiti dozvolu za Sookyjeva psa, spriječiti rušenje njegove daščare, prodaju limunadu i pokušavaju uštedjeti za novi bicikl. Temeljen na strip junaku, njegovim osjećajima, komičnosti i moralnoj poučnosti (uobičajenoj za filmove tog vremena), uz dodatak sirove realnosti, film je doživio veliki uspjeh. Skippy je bio toliko uspješan da je studio odmah odlučio snimiti nastavak, Sooky.
U nekoliko sljedećih godina, Taurog je ušao u treće poglavlje svoje karijere, kao afirmirani redatelj koji je mogao raditi u brojnim žanrovima. Režirao je seriju uspješnih filmova: If I Had a Million (1932.) pokazao je njegovu sposobnost da radi s ansamblom velikih glumaca,  Garyjem Cooperom,  Georgeom Raftom,  Charlesom Laughtonom i  W.C. Fieldsom.; 1934. je režirao We're Not Dressing, s  Bingom Crosbyjem i Carole Lombard; filmovi Rythm on the Range (1936.), Fifty Races to Town (1937.) i Mad About Music (1938.) bili su humorne drame i mjuzikli u kojima je Taurog izbrusio svoju reputaciju.
1938. je Taurog snimio jednu od najuspješnijih adaptacija klasične literature,  Pustolovine Toma Sawyera.  Te godine snimio je i potresni Grad dječaka, što je bio dokaz da se Taurog može nositi i s kompleksnijim dramskim komadima, a film mu je donio i još jednu nominaciju za Oscara. Međutim, 1939. je bila obrnuto proporcionalna što se uspjeha tiče. Prvo je snimio neuspješni film Lucky Night s  Myrnom Loy i  Robertom Taylorom, nakon toga je ispao iz konkurencije za režiju filma  Čarobnjak iz Oza, kojeg je na kraju režirao Victor Fleming. Taurog je ipak snimio posljednji veliki MGM-ov predratni mjuzikl iz 1940., Broadway Melody, s  Fredom Astaireom i Eleanor Powell. Počeo se baviti biografskim radovima pa je snimio uspješni film Mladi Tom Edison s  Mickeyjem Rooneyjem, nakon toga nastavak Grada dječaka, Men of Boys Town, 1941. i Yank at Eton 1942. Zatim je režirao dva vrlo uspješna filma s Judy Garland, Little Nellie Kelly (1943.) i Presenting Lily Mars.
Nakon režiranja jednog propagandnog filma za vrijeme rata, ušao je na novi teritorij s dokumentarnom dramom o atomskoj bombi, Početak kraja, 1947. Za sljedeća dva filma se vratio svom starom zanatu, lakim komedijama: The Bride Goes Wild s  Vanom Johnsonom i June Allyson i Big City, oba iz 1948. Te godine je snimio i slavni film koji je spojio elemente komedije, drame i biografije, a uključio je zvjezdanu postavu glumaca; Glazba i stihovi bio je biografski film o odnosu između Richarda Rogersa i Lorenza Harta. U njemu su, između ostalih, nastupili, Judy Garland, Gene Kelly, Mickey Rooney i Cyd Charisse. Do tada je Taurog već postao poznat kao redatelj za komedije i mjuzikle, ali na kojeg se moglo pouzdati i za druge žanrove. Nakon Glazbe i stihova, Taurog je 1949. režirao That Midnight Kiss s Kathryn Grayson, 1950. Please Believe Me s Deborah Kerr, te The Toast of New Orleans, ponovno s Graysonovom. Sva tri filma prošla su nezamijećeno. Taurog je nakon toga režirao još četiri filma koja spadaju u treći dio njegove karijere, Gđa. O'Malley i g. Malone (1950.), Bogati, mladi i zgodni (1951.) i Room for One More (1952.), s  Caryjem Grantom.
Dean Martin i Jerry Lewis bili su popularni komičarski par od 1946. te su snimili pet filmova zajedno, prije nego što je Taurog 1952. režirao film Jumping Jacks. Mnogi se slažu kako je to njihov najbolji film koji su snimili zajedno. Nakon toga, Taurog je s njima režirao filmove The Stooge (1953.), The Caddy (1954.), Living It Up (1955.), You're Never Too Young i njihov predzadnji, Pardners. Iskustvo rada s njima, što je podrazumijevalo kombinaciju komedije, drame i pjevanja, pripremilo je Tauroga za njegovo peto i posljednje poglavlje. Taurog je režirao dva filma s Lewisom bez Martina, Don't Give Up the Ship (1959.) i Visit to a Small Planet (1960.), prije nego što je snimio prvi film s  Elvisom Presleyjem, G.I. Blues iz 1960.
Film je bio prekretnica za Elvisa. Do tada je glumio likove buntovnika koji su podsjećali na  Jamesa Deana - u filmovima Voli me nježno, Jailhouse Rock i King Creole. Međutim, Elvisov menadžer, Tom Parker, je imao druge planove za pjevača. G.I. Blues je bio prvi Elvisov film u dvije godine nakon povratka iz vojske, te će postaviti uzor za sljedeće filmove - nekoliko djevojaka, nekoliko avantura i nekoliko pjesama. Kad se to pomiješa, dobije se zabava, a Taurog, sada u šezdesetima, je bio pravi čovjek za to. Parker je bio toliko oduševljen njegovim radom na G.I. Blues da je u sljedećih 8 godina Taurog režirao 8 novih Elvisovih filmova - Blue Hawaii (1961.), Girls! Girls! Girls (1962.), It Happened at the World Fair (1963.), Tickle Me (1965.), Spinout (1964.), Double Trouble (1967.), Speedway (1968.) i Live a Little, Love a Little (1968.). Iako su neki bili bolji od drugih (a neki su bili gotovo identični), Taurog je tvrdio da su Elvisovi filmovi imali pravu mjeru.
Peto poglavlje odnosi se na kraj Taurogove karijere, godinu dana nakon što je završio Live a Little, Love a Little, oslijepio je. Norman Taurog umro je 7. travnja 1981. u dobi od 82 godine.

## Izabrana filmografija
- Skippy (1931.)
- A Bedtime Story (1933.)
- We're Not Dressing (1934.)
- Pustolovine Toma Sawyera (1938.)
- Grad dječaka (1938.)
- Broadway Melody (1940.)
- Little Nellie Kelly (1940.)
- Presenting Lily Mars (1943.)
- Glazba i stihovi (1948.)
- Padobranci protiv volje (1952.)
- Lutka (1953.)
- Poslužitelj na golf igralištu (1953.)
- You're Never Too Young (1955.)
- Partneri (1956.)
- The Birds and the Bees (1956.)
- Blue Hawaii (1962.)
- Grils! Girls! Girls! (1962.)
- Dogodilo se na Svjetskom sajmu (1963.)
- Tickle Me (1965.)
- Spinout (1966.)
- Dvostruka nevolja (1967.)
- Speedway (1968.)
- Live a Little, Love a Little (1968.)

## Vanjske poveznice
- Norman Taurog u internetskoj bazi filmova IMDb-u (engl.)